# FZ Андромеды
FZ Андромеды (лат. FZ Andromedae) — одиночная переменная звезда в созвездии Андромеды на расстоянии приблизительно 82,6 световых лет (около 25,3 парсеков) от Солнца. Видимая звёздная величина звезды — от менее +17,5m до +14,8m.

## Характеристики
FZ Андромеды — красный карлик, эруптивная переменная звезда типа UV Кита (UV) спектрального класса M4,5, или M5V, или M6. Масса — около 0,251 солнечной, радиус — около 0,269 солнечного, светимость — около 0,00631 солнечной. Эффективная температура — около 3251 K.